# Gilera Marte
Il Gilera Marte fu una motocarrozzetta prodotta dalla Gilera di Arcore dal 1941 al 1946. Questa motocicletta, realizzata solo come sidecar, era un derivato dalla Gilera 500 LTE ed equipaggiò i reparti del Regio Esercito su tutti i fronti della seconda guerra mondiale a partire dal 1941, rimanendo poi in servizio con l'Esercito Italiano. Alla fine della guerra, nel 1946, furono prodotti 222 esemplari per il mercato civile, oltre a 158 ricavati trasformando i veicoli militari in giacenza.

## Tecnica
Il telaio è monoculla, in tubolari d'acciaio, con freni a tamburo, sospensione anteriore a parallelogramma e posteriore a molle elicoidali brevettata dalla Gilera; esso è pressoché lo stesso della LTE, a parte ovviamente il braccio destro della forcella posteriore, modificato per l'aggancio con il carrozzino. Simile anche il motore, un monocilindrico verticale a quattro tempi a benzina con carburatore Dell'Orto MC 26 F, a valvole laterali, erogante però 14 hp anziché 12 e con rapporto di compressione portato a 5:1. La cilindrata è di 498,7 cm³, con alesaggio di 84 mm e corsa di 90 mm. Il cambio a quattro velocità si aziona con leva a mano a destra del serbatoio. La trasmissione è invece completamente diversa da quella della LTE: essa infatti è ad albero cardanico invece che a catena. L'albero, dalla scatola del cambio, si inserisce sulla crociera sul mozzo della ruota posteriore; da questa crociera il moto viene trasferito, oltre che alla ruota posteriore, attraverso un albero ad una seconda trasmissione ingranata sulla ruota del carrozzino e munita di una sua frizione, innestata tramite una leva posta tra il sellino del passeggero della moto ed il carrozzino stesso; agendo su questa frizione, è possibile inserire in trazione anche la ruota del carrozzino, realizzando di fatto una configurazione 3×2.
La versione civile differisce essenzialmente per la colorazione, con telaio nero e serbatoio rosso, e per il tubo di scarico dritto, mentre sulla versione militare è piegato ad S per portarlo sul lato sinistro della motocicletta, in modo da non interferire con il carrozzino.